# Dorothea Krag
Dorothea Krag (født 27. september 1675, død 10. oktober 1754) var en datter af oberst Mogens Krag (1625-1676) og dennes anden hustru Helvig von der Kuhla. Helsøster af oberst Arent Krag og generalmajor og kommandant Mogens Krag (1673-1724).
Hun ægtede 1694 generaladmiral Jens baron Juel, blev enke 1700 og giftede sig 25. maj 1701 med Christian Gyldenløve til Gisselfeld, efter hvis død 1703 hun på otte år beholdt det ham 1685 overdragne danske postvæsen. I modsætning til sin mand, der rigtignok ikke havde haft synderlig lejlighed til at tage sig af denne institution, ofrede hun den megen opmærksomhed, ikke just af interesse for postbesørgelsen og postgangen, som der med føje jævnlig klagedes over, men af hensyn til indtægterne, som hun, hvis påklædning i et enkelt år – og det endda et sørgeår – omtrent opslugte indkomsten af Gisselfeld Gods, altid havde brug for. Overlod hun end den egentlige administration til en direktør, så greb hun dog stærkt ind i forretningerne, når det drejede sig om hendes fordel. Nødig afstod hun derfor postvæsenet 1711, da tiden var omme, uagtet hun fik en årlig pension af 4000 rigsdaler, som efter kongens bestemmelse 1723 gik over på hendes ældste søn, Christian Danneskiold-Samsøe, det var en ringe sum i forhold til de omkring 25000 rigsdaler, som postvæsenet årlig havde indbragt hende. I henhold til Gyldenløves testamente vedblev "hendes høje Naade" at residere på Gisselfeld, selv efter at hun 1715 havde giftet sig med Hans Adolph Ahlefeldt, og da han var lige så ødsel som hun, var godset ved hendes død, 10. oktober 1754, i en jammerlig forfatning og Gyldenløves børns formue reduceret betydelig. Hun skildres for øvrigt som en begavet og åndrig dame, der heller ikke manglede hjerte for sine undergivne.